# Hyalinobatrachium orientale
Hyalinobatrachium orientale là một loài ếch trong họ Centrolenidae.
Nó được tìm thấy ở Trinidad và Tobago và Venezuela. Trong tiếng Tây Ban Nha nó được gọi là ranita de cristal Oriental.
Các môi trường sống tự nhiên của chúng là các khu rừng ẩm ướt đất thấp nhiệt đới hoặc cận nhiệt đới, rừng mây ẩm nhiệt đới và cận nhiệt đới, và sông. Loài này đang bị đe dọa do mất môi trường sống.